# Копили (Тюльганський район)
Копили́ (рос. Копылы) — хутір у складі Тюльганського району Оренбурзької області, Росія.
Стара назва — Копиловський.

## Населення
Населення — 3 особи (2010; 3 у 2002).
Національний склад (станом на 2002 рік):
- казахи — 100 %